# Terpna subornata
Terpna subornata là một loài bướm đêm trong họ Geometridae.